# Георг I фон Крихинген-Питинген
Георг I фон Крихинген-Питинген (на немски: Georg I Freiherr von Crichingen-Pietingen; * пр. 1533; † 1567) е фрайхер, господар на Крихинген–Пютлинген, Дорсвайлер, Ролинген, Дагщул, Вартенщайн, Хефинген и Дуделсдорф в Елзас-Лотарингия, гранд маршал на Люксембург.
Той е син на фрайхер Йохан V фон Крихинген-Питинген, гранд маршал на Люксембург († 1533) и съпругата му Ирмгард фон Ролинген-Равиле († 1548), дъщеря на Вилхелм фон Ролинген, гранд маршал и губернатор на Люксембург († убит 1503), и Йохана фон Елтер († сл. 1487). Внук е на Йохан IV фон Крихинген († сл. 1510). Брат е на фрайхер Вирих фон Крихинген, господар на Крихинген († 1587).

## Фамилия
Георг I фон Крихинген-Питинген се жени 1525 г. за графиня Филипа фон Лайнинген (* 1504; † 16 февруари 1554), дъщеря на граф Емих IX фон Лайнинген-Харденбург († 1535) и графиня Агнес фон Епщайн-Мюнценберг († 1533). Те имат 6 деца:
- Ханс Хайнрих фон Крихинген-Питинген († 1568/1570)
- Филип фон Крихинген († 1585)
- Йохан фон Крихинген († 1567/1570)
- Георг II фон Крихинген-Пютлинген († 1607/1609), фрайхер на Крихинген–Пютлинген, женен пр. 22 септември 1592 г. за Естер фон Мансфелд-Айзлебен († сл. 1605), дъщеря на граф Йохан Георг I фон Мансфелд-Айзлебен († 1579) и Катарина фон Мансфелд-Хинтерорт († 1582)
- Маргарета фон Крихинген († сл. 1580), омъжена за фрайхер Йохан Диполт II фон Хоензакс († 1586), син на фрайхер Улрих Филип фон Хоензакс († 1585) и графиня Анна фон Хоенцолерн († 1558?)
- Анна фон Крихинген (* пр. 1570; † сл. 1592)